# Eupelte simile
Eupelte simile är en kräftdjursart som först beskrevs av Monk 1941.  Eupelte simile ingår i släktet Eupelte och familjen Peltidiidae. Inga underarter finns listade i Catalogue of Life.